# Gaetano Cioni
Gaetano Cioni (Firenze, settembre 1760 – Firenze, 1851) è stato uno scienziato, filologo e politico italiano.

## Biografia
Gaetano Cioni fu una personalità poliedrica: umanista e scienziato, si dedicò alla fisica ed alla chimica, materie che insegnò per breve tempo all'Università di Pisa durante il regime napoleonico in Toscana. Escluso dai pubblici uffici al ritorno dei Lorena nel 1814, lavorò in una ferreria pur di mantenersi. Nel 1819 partecipò ai lavori del Gabinetto Vieusseux: una volta entrato, ebbe modo di conoscere numerosi intellettuali e letterati dell'epoca, tra cui Giacomo Leopardi ed Alessandro Manzoni. Quest'ultimo, nel suo viaggio in Toscana del 1827, si avvalse particolarmente dell'aiuto del Cioni per la revisione linguistica de I promessi sposi, tanto che molte critiche di quest'ultimo furono inquadrate nella Quarantana.
Morì a Firenze nel 1851.